# Tommy Rutherford
Thomas "Tommy" Rutherford (San Diego, California; 9 de enero de 1997) es un jugador de baloncesto estadounidense que actualmente se encuentra sin equipo. Su posición es pívot.

## Trayectoria deportiva

### Univsrsidad
Nacido en San Diego, California, es un pívot formado en Grossmont High School situado en El Cajon, California, hasta 2016, fecha en la que ingresó en la Universidad de California, Irvine, situada en Irvine, California, donde jugaría durante cuatro temporadas la NCAA con los UC Irvine Anteaters, desde 2016 a 2020.

### Profesional
Tras no ser drafteado en 2020, el 18 de febrero de 2021 firma por el Racing Luxembourg de la Total League, con el que disputa 16 partidos.
En la temporada 2021-22, firma por el Starwings Basket Regio Basel de la LNA, la primera división del baloncesto suizo.
En verano de 2022, firma por el Yoast United de la BNXT League.
El 28 de septiembre de 2022, firma por el ZZ Leiden de la BNXT League.
El 2 de agosto de 2023 firmó con el Neptūnas Klaipėda de la LKL lituana.
El 26 de octubre de 2024se unió a los Santa Cruz Warriors después de ser seleccionado en el draft de la NBA G League de 2024. Sin embargo, fue despedido el 6 de noviembre. El 6 de diciembre se unió a los South Bay Lakers, pero fue despedido el 13 de diciembre.